# Автокатастрофа в Чибомбо
Автокатастрофа в Чибомбо - крупнейшая автокатастрофа  в Замбии. Произошла 7 февраля 2013 года в результате столкновения автобуса с фурой и внедорожником на Великой Северной дороге между городами Чибомбо и Кабве в Центральной провинции страны. В результате погибли 49 из 73 человек, находившихся в автобусе, а также водитель фуры и его сменщик. Ещё 28 человек получили травмы.
Проверка показала, что все транспортные средства, участвовавшие в катастрофе, двигались с превышением скорости. Обвинения предъявлены выжившему водителю внедорожника по статье «причинение смерти по неосторожности», в количестве 51 эпизод. По предварительным данным, он пытался обогнать автобус и совершил лобовое столкновение с двигавшейся навстречу фурой, в результате чего её отбросило на автобус.
Эта автокатастрофа стала одной из самых смертельных в истории Замбии, её сравнивают с катастрофой автобуса 2005 года, когда погибли 38 студентов и ещё 50 получили тяжелые травмы. Правительство страны объявило трёхдневный траур.